# Frederic Moore
Pour les articles homonymes, voir Moore.

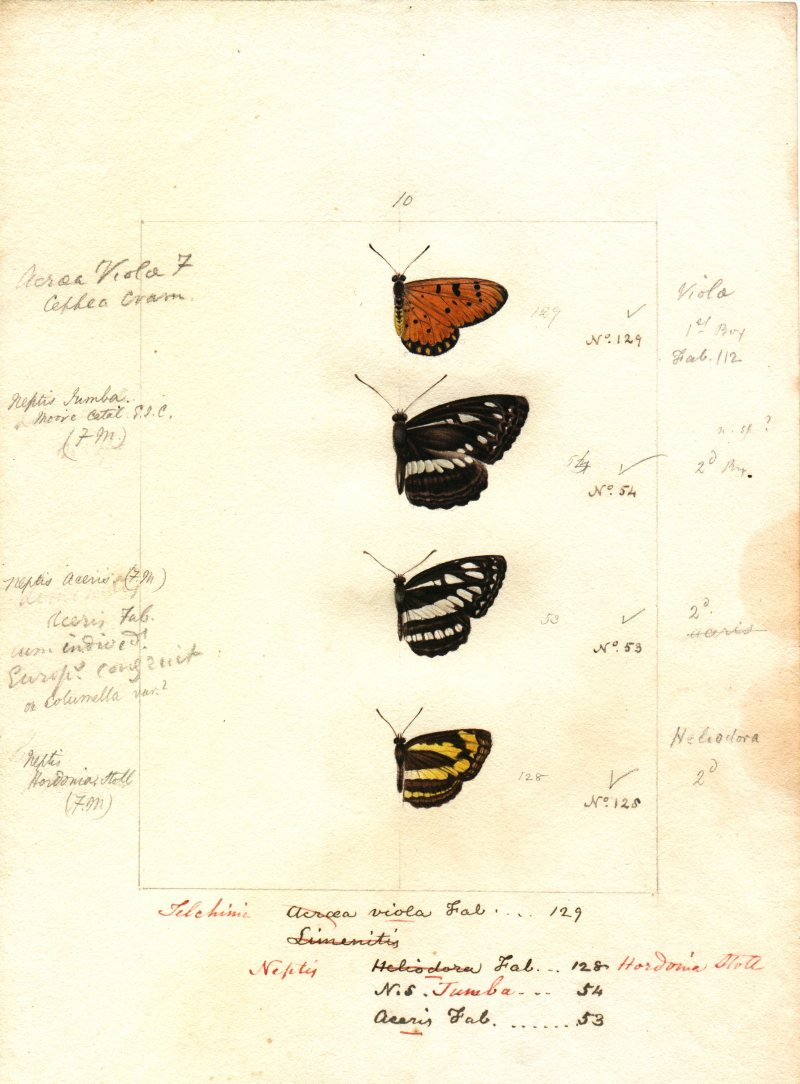
Aquarelle de Robert Templeton avec des annotations au crayon, ainsi que dans la marge gauche, de Frederic Moore.

Frederic Moore est un entomologiste britannique, né le 13 mai 1830 à Londres et mort le 10 mai 1907 dans cette même ville.

## Biographie
Il était conservateur assistant du musée de la Compagnie anglaise des Indes orientales, à Londres. Il fit paraître Lepidoptera indica de 1890 à 1912, important travail en douze volumes sur les lépidoptères du sud de l’Asie et qui fut terminé après sa mort par Charles Swinhoe (1836-1923). Moore fit aussi paraître The Lepidoptera of Ceylon de 1880 à 1887.
Moore était membre de la Société linnéenne de Londres et de la Société entomologique de Londres. Il était aussi correspondant de la Société entomologique de Stettin et de celle des Pays-Bas.

## Source
- (en) Cet article est partiellement ou en totalité issu de l’article de Wikipédia en anglais intitulé « Frederic Moore » (voir la liste des auteurs).